# Mertarvik
Mertarvik est un village eskimo (yupik) situé au nord de l'île Nelson et le long de la rivière Ninglick en Alaska.
Mertarvik a été fondé à partir des années 2000 afin de déplacer la population du village de Newtok, devenu invivable à cause des effets du réchauffement climatique (notamment l'érosion des sols). Les habitants de Mertarvik sont les premiers réfugiés climatiques américains.
Administrativement, Mertarvik un census-designated place de la région de recensement de Bethel.

## Étymologie
« Mertarvik » signifie en yupik « recevoir l’eau d’une source ». Il fait en référence aux nombreuses sources d'eau potable disponibles.

## Géographie
Le village de Mertarvik se situe au nord de l'île Nelson (Alaska). Il se situe le long de la rivière Ninglick.